# Jurij Jakowlew (aktor)
Jurij Wasiljewicz Jakowlew (ros. Юрий Васильевич Яковлев ; ur. 25 kwietnia 1928 w Moskwie, zm. 30 listopada 2013 tamże) – rosyjski aktor filmowy. Pochowany na Cmentarzu Nowodziewiczym w Moskwie.

## Wybrana filmografia

### Filmy fabularne
- 1956: Na podmostkach sceny jako aktor Czachotkin
- 1961: Człowiek znikąd jako Władimir Porażajew
- 1962: Haszek i jego Szwejk jako porucznik Poliwanow
- 1962: Ballada huzarska jako porucznik Rżewski
- 1966: Złodziej samochodów jako lektor
- 1967: Anna Karenina jako Stiwa Obłoński
- 1973: Iwan Wasiljewicz zmienia zawód jako Iwan Groźny i Bunsza
- 1975: Szczęśliwego Nowego Roku jako Ippolit Gieorgijewicz
- 1977: Przeznaczenie jako Tichon Iwanowicz Brjuchanow
- 1987: Kin-dza-dza! jako Bi (Pacak)
- 1992: Gardiemariny III jako feldmarszałek Stiepan Apraksin
- 2007: Ironia losu. Kontynuacja jako Ippolit Gieorgijewicz

### Filmy animowane
- 1970: Błękitny ptak jako dziadek (głos)
- 1988: Wyspa skarbów jako Ben Gunn (głos)

## Odznaczenia i nagrody
- Order Lenina (1988)
- Nagroda Państwowa ZSRR (1979)
- Order Czerwonego Sztandaru Pracy (1978)[3]
- Ludowy Artysta RFSRR (1968)
- Ludowy Artysta ZSRR (1976)

I inne.